# Putni tovaruš
Putni tovaruš (Suputnik) je molitvenik koji je Ana Katarina Zrinski priredila 1660. godine u Ozlju i objavila 1661. godine u Veneciji.

## Opis
Ana Katarina Zrinski rođ. Frankopan je najznačajnija hrvatska književnica starijeg razdoblja. Putni tovaruš je molitvenik kojega je osobno priredila i objavila s ciljem duhovne obnove. Htjela je molitvenikom približiti ljude Bogu. Prvi put je tiskan u Veneciji 1661. godine, a posvećen je hrvatskom pavlinu Ivanu Belostencu. U predgovoru molitvenika napisala je razlog tiskanja knjige jer »... se skoro zmeda vsega Svita jezikov najmanje Hervackog ovo doba štampanih knjig nahodi...«, te preporučila svim putnicima i kršćanima da na put svoj ponesu Tovaruša jer »... ni veliko njemu potribno mista ni konaka, ni u njemu veliko težine, zamudjenja, ni skerbi, ni triba na njega putujuć trošiti, skoznovati ali grustiti se, ništar drugo ne prosi nego da se u njega človik kako u jedno Duhovno Zrcalo nagleda i Boga moli.«.
To djelo napisano je jezikom ozaljskoga književnog kruga, mješavinom čakavskoga, kajkavskog i štokavskog narječja. Kasnije je tiskan u Ljubljani 1687. i 1715. godine,  bez predgovora i posvetne pjesme. U novije vrijeme u Čakovcu je 2005. godine u izdanju čakovečkog ogranka Matice hrvatske „Zrinski” i Nacionalne i sveučilišne knjižnice u Zagrebu, s urednikom prof. dr. Zvonimirom Bartolićem, objavljeno reizdanje koje je uređeno kao triptih (pretisak, transkripcija i studija). 
Primjerak Putnog tovaruša nalazi se u sastavu čakovečke zbirke knjiga Nikole Zrinskog Čakovečkog, poznate pod imenom Bibliotheca Zriniana.  

## Sadržaj molitvenika
- Predgovor: Vsega hervatckoga i slovinskoga orsaga gospodi i poglavitim ljudem obojega spola
- Posvetna pjesma: Vsakomu onomu, ki štal bude ove knjižice
- molitve za primanje sv. Sakramenata
- pučke pobožnosti
- molitve za razne životne prigode, za vedre i tužne dane
- katolički kalendar
- molitve Isusu, Djevici Mariji, anđelu čuvaru i svecima od kojih najviše sv. Antunu Padovanskom
- psalmi
- razmatranja o životu i smrti
- 15 molitvi sv. Brigite, vjerojatno najstariji hrvatski prijevod
- molitve za pokojne
- na kraju molitvenika je molitva prije putovanja

## Vanjske poveznice
- Putni tovarus / vnogimi lipimi, nouimi i pobosnimi molituami iz nimskoga na heruaczki jezik isztomachen i spraulyen po meni groff Frankopan Catharini goszpodina groffa Petra Zrinszkoga hisnom touarussu, digitalna.nsk.hr
- Dobrila Zvonarek, Ana Katarina Zrinski i njezin „Putni tovaruš“: spoj pučke pobožnosti i barokne književnosti, nsk.hr, 10. srpnja 2024.